# Luís de Menezes Bragança
Luís de Menezes Bragança (Chandor, Salcete, 15 de Janeiro de 1878 — Chandor, 10 de Julho de 1938), em concanim: लुईझ दॆ मॆनॆज़ॆस ब्रागान्सा, foi um proeminente jornalista, escritor e activista anticolonialista de Goa, no antigo Estado da Índia. Foi um dos poucos aristocratas goeses que se opôs activamente à política colonial seguida na Índia Portuguesa. Menezes Bragança foi considerado no seu tempo como "O Maior de todos" os escritores lusófonos indianos e como o "Tilak de Goa" nos meios intelectuais indianos. Foi membro do Instituto Vasco da Gama, instituição que em sua honra actualmente se denomina Instituto Menezes Bragança.

## Biografia
Nasceu no solar familiar em Chandor, sendo baptizado Luís de Menezes. Contudo, a sua mãe pertencia à família dos Bragança, uma das mais ilustres de Salcete, de Goa e de toda a Índia Portuguesa, e quando o seu avô materno, Francisco Xavier Bragança, o nomeou como seu herdeiro (por ser o neto mais velho), optou por alterar o seu nome para Luís de Menezes Bragança, assegurando assim a continuidade do nome de família materno.
Fez os seus estudos primários no Seminário de Rachol e depois no Liceu de Goa, em Pangim. Apesar de educado no catolicismo romano, Menezes Bragança mais tarde afirmava-se agnóstico.
Pelos 20 anos de idade, Menezes Bragança já ganhara uma reputação de bom escritor em língua portuguesa. Em 1900, em conjunto com o escritor goês Messias Gomes, fundou o O Heraldo, periódico que seria o primeiro diário em língua portuguesa a publicar-se em Goa.
A sua colaboração em O Heraldo tinham um característico sabor satírico, atacando as políticas da administração colonial portuguesa e o reaccionarismo dos intelectuais hindus e católicos. Os seus escritos demonstram que apoiava o secularismo e defendia a existência de uma república secular, mesmo antes da implantação da República Portuguesa a 5 de Outubro de 1910.
Em 1911 fundou o periódico O Debate, do qual foi o principal editor até 1921. Durante este período, procurou fortalecer a consciência política e a identidade cultural do povo goês e foi também colaborador regular do periódico Pracasha (A Luz), um semanário publicado em concanim, no qual escreveu sobre questões como a liberdade de pensamento, a liberdade de expressão e a luta contra a opressão. Os seus escritos foram importantes fontes de informação para o público goês, em particular sobre o nascente movimento de emancipação indiano, fornecendo uma importante ligação para o que acontecia no resto da Índia.
A 1 de Dezembro de 1919, Menezes Bragança fundou outro diário em língua portuguesa, que intitulou Diário de Noite. Tal como O Debate, este diário conquistou o público goês, cobrindo eventos culturais de Goa e as notícias do resto da Índia.
Menezes Bragança advogava a causa da institucionalização do concanim, tendo em 1914 iniciado uma campanha em defesa daquele idioma em O Heraldo. Nessa campanha conseguiu o apoio da maioria da intelectualidade goesa. Defendia a introdução do concanim na instrução primária, acusando as autoridades portuguesa de utilizarem a língua portuguesa nas escolas em detrimento do concanim como uma forma de promover a aculturação dos goeses.
Menezes Bragança também se interessou pela sorte dos sectores menos privilegiados da sociedade goesa e pela dignidade e autodeterminação dos goeses. Após a promulgação do Acto Colonial de 1930, a 3 de Julho daquele ano propôs e viu aprovada uma resolução no conselho legislativo de Panjim defendendo o direito dos goeses à autodeterminação Menezes Bragança foi assim pioneiro na defesa da autodeterminação da Índia Portuguesa, o que lhe mereceu dos nacionalistas indianos o epíteto de "pai da resistência goesa". Em 1933, com o advento do regime do Estado Novo de António de Oliveira Salazar, passou definitivamente para a oposição, assumindo-se como um dos líderes do movimento anticolonialista na Índia Portuguesa.
Ao longo da sua vida Menezes Bragança exerceu diversos cargos e funções em múltiplas instituições, entre os quais o de Presidente da Câmara Municipal das Ilhas (Tiswadi), líder da oposição no conselho de governo e na assembleia legislativa do Estado da Índia, presidente do Congresso Provincial de Goa (1921) e delegado da Índia Portuguesa à Conferência Colonial realizada em Lisboa no ano de 1924. Foi membro do Instituto Vasco da Gama, uma influente instituição cultural de Goa.
Nos anos finais da sua vida, Menezes Bragança foi perseguido pelo regime do Estado Novo pela sua crítica à governação e às condições de vida dos goeses. As suas exigências de autonomia para o Estado da Índia foram recusadas e os seus jornais suspensos por ordem de Oliveira Salazar.
Quando faleceu em Chandor, as autoridades coloniais temeram que o evento desse origem a manifestações anticolonialistas, razão pela qual o seu funeral e a sua campa foram guardados por uma força militar que impediu qualquer homenagem pública.
Menezes Bragança foi um escritor prolífico, deixando uma extensa obra dispersa por vários periódicos e algumas monografias. Alguns dos seus mais notáveis trabalhos são Vida de São Luís de Gonzaga, Modelo e Protector da Juventude (1893), As Comunidades e o Culto (1914), As Castas (1915), Carta Aberta os Dr. Afonso Costa (1916), A Índia e os seus Problemas (1924), Turismo em Goa (1927), Carta a um inocente (1927) e Acerca de uma Ideia (1928).
No 25.º aniversário da sua morte, em 1963, o Instituto Vasco da Gama alterou o seu nome para Instituto Menezes Bragança em sua memória.

## Obras
- Prosas dispersas. Pangim : Comissão de Homenagem à Memória de Menezes de Bragança, 1965. - 520 p.
- À margem duma carta. Nova-Goa : Xri Xivaji, 1933. - 75 p.
- Prosas dispersas : política-administração-ensino. Pangim-goa : Menezes Bragança, 1965. - 519 p. : il.
- Corpos administrativos : organização e atribuições : relatório. Nova Goa : Tip. Arthur & Viegas, 1919. - 35 p.